# Miedo (canción)
«Miedo» es el tercer sencillo oficial del álbum Planeta Paulina de Paulina Rubio, lanzado a finales de1996.
El álbum Planeta Paulina tuvo una promoción extensa como el Tour Planeta Paulina el especial de Planeta Paulina de TV lanzando sencillos promocionales como Siempre tuya desde la raíz seguido de Solo por ti luego Enamorada y finalmente este sencillo que es Miedo, tiene un ritmo contagioso irresistible para la pista de baile por su ritmo. Un tiempo de espera vieron que la gente no respondía muy bien al sencillo en cuanto a popularidad así que reemplazan en algunas regiones de México con el tema Miel y Sal y en otros como sencillo promocional.

## Letra
La letra habla de una chica que tiene miedo al poema y hasta luego caminar en la pradera y pensar caer en el desprecio miedo acercarse al fuego y un hasta luego y que tiene miedo mucho miedo.

## Video
Miedo es el único sencillo de Planeta Paulina que no tiene vídeo oficial quedando una decepción para los fanes de la canción debido ala renuncia de la disquera EMI Music sin embargo lo promociona en la Radio y con Presentaciones en TV y cantándolo en el Tour Planeta Paulina y en el especial Planeta Paulina donde canta la canción con un video de unos niños dispuestos a arruinar el plan de unos hombres y droides que quieren arruinar el Planeta pero ellos son atrapados.
- Datos: Q20925627